# Hôpital de la Salpêtrière

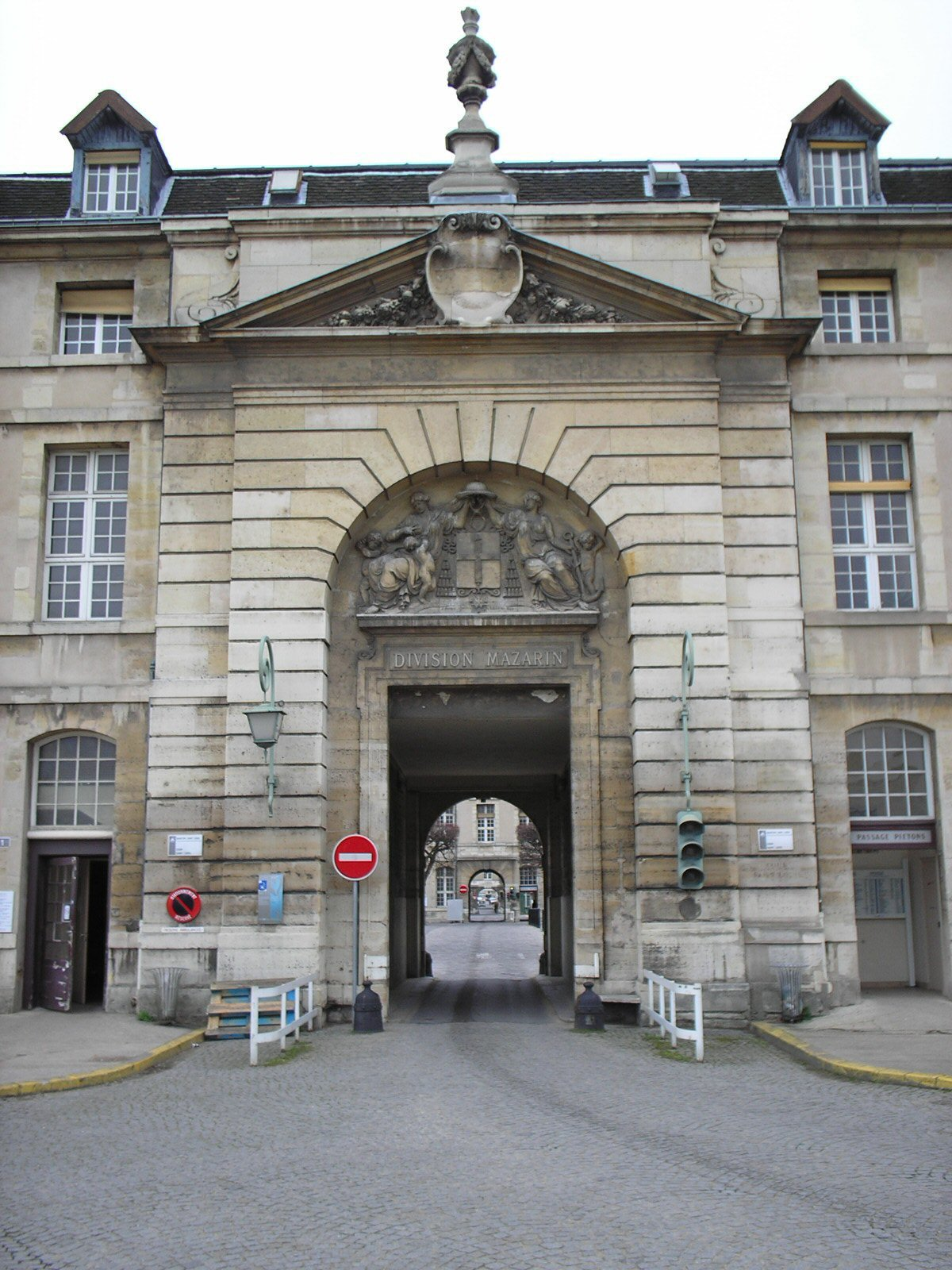
Intrarea Mazarin spre Spitalul Pitié-Salpêtrière

Hôpital de la Salpêtrière, pe numele său complet în franceză Groupe hospitalier de la Pitié-Salpêtrière, (Grupul de spitale Pitié-Salpétrière) este un spital universitar renumit în lumea întreagă aflat în Paris, Franța. Făcând parte din Asistența publică - Spitalele din Paris⁠(fr)[traduceți], este unul din cele mai mari spitale din Europa.